# Comuna Pavoloci, Popilnea
Pavoloci (în ucraineană Паволоцька сільська рада) este o comună în raionul Popilnea, regiunea Jîtomîr, Ucraina, formată din satele Pavoloci (reședința) și Sokoliv Brid.

## Demografie
Componența lingvistică a comunei Pavoloci
     Ucraineană (97,74%)
     Rusă (1,95%)
     Alte limbi (0,06%)
Conform recensământului din 2001, majoritatea populației comunei Pavoloci era vorbitoare de ucraineană (97,74%), existând în minoritate și vorbitori de rusă (1,95%).